# Saison 1986-1987 de l'Élan sportif chalonnais
Saison 1986-1987 de l'Élan chalon en Nationale 4, avec un maintien.

## Effectifs
| Nationalité | Joueur              | Taille |
| ----------- | ------------------- | ------ |
|             | Laurent Boudias     | 1,86 m |
|             | Eric Larcenet       |        |
|             | Bruno Bader         | 1,90 m |
|             | Sylvain Alliot      |        |
|             | Éric Jullien-Martin | 1,90 m |
|             | Dohet               |        |
|             | Olivier Potillon    |        |
|             | Philippe Bossu      |        |
|             | Gilles Schneider    | 1,88 m |
|             | Magaye Gaye         | 1,90 m |
|             | Grzegorz Korcz      | 1,94 m |

- Entraineur :  Jean-François Letoret

## Matchs

### Championnat

#### Matchs aller
- Pierre Bénite / Chalon-sur-Saône : 69-63
- Chalon-sur-Saône / Challes-les-Eaux : 85-65
- Le Coteau / Chalon-sur-Saône : 91-85
- Chalon-sur-Saône / CSL Dijon : 74-72
- Montferrand / Chalon-sur-Saône : 76-55
- Chalon-sur-Saône / Vienne : 74-97
- Saint-Martin-D'Hères / Chalon-sur-Saône : 102-84
- Chalon-sur-Saône / Vic-le-Comte : 79-68
- Lagresle / Chalon-sur-Saône : 67-79
- Chalon-sur-Saône / Le Coteau : 85-74
- Pontoise BC / Chalon-sur-Saône : 69-70

#### Matchs retour
- Chalon-sur-Saône / Pierre Bénite : 81-74
- Challes-les-Eaux / Chalon-sur-Saône : 67-74
- Chalon-sur-Saône / Le Coteau : 69-65
- CSL Dijon / Chalon-sur-Saône : 70-64
- Chalon-sur-Saône / Montferrand : 91-81
- Vienne / Chalon-sur-Saône : 91-76
- Chalon-sur-Saône / Saint-Martin-D'Hères : 73-74
- Vic-le-Comte / Chalon-sur-Saône : 91-81
- Chalon-sur-Saône / Lagresle : 76-80
- Le Coteau / Chalon-sur-Saône : 83-63
- Pontoise BC / Chalon-sur-Saône : 88-89

### Coupe de Franceamateur
- US Lentigny / Chalon-sur-Saône : 55-80
- Chalon-sur-Saône / CRO Lyon : 71-111

## Bilan
L'Elan Sportif Chalonnais se maintient en Nationale 4 à la fin de saison avec une 8e place sur 12 (10 victoires pour 12 défaites).

## Sources
- « Élan Chalon (20 ans de championnat de France) », supplément du Journal de Saône-et-Loire.